# IBEX 35
O IBEX 35 (Iberia Index) é o principal índice de referência da bolsa espanhola, sendo elaborado pela Bolsas y Mercados Españoles (BME).

## Composição
Componentes do IBEX 35 em 4 de Março de 2023:
| Ticker | Empresa         | ISIN         |
| ------ | --------------- | ------------ |
| ACS    | Grupo ACS       | ES0167050915 |
| ACX    | Acerinox        | ES0132105018 |
| AENA   | Aena            | ES0105046009 |
| AMS    | Amadeus         | ES0109067019 |
| ANA    | Acciona         | ES0125220311 |
| ANE    | Acciona Energía | ES0105563003 |
| BBVA   | BBVA            | ES0113211835 |
| BKT    | Bankinter       | ES0113679I37 |
| CABK   | CaixaBank       | ES0140609019 |
| CLNX   | Cellnex         | ES0105066007 |
| COL    | Colonial        | ES0139140174 |
| ELE    | Endesa          | ES0130670112 |
| ENG    | Enagás          | ES0130960018 |
| FDR    | Fluidra         | ES0137650018 |
| FER    | Ferrovial       | ES0118900010 |
| GRF    | Grifols         | ES0171996087 |
| IAG    | IAG             | ES0177542018 |
| IBE    | Iberdrola       | ES0144580Y14 |
| IDR    | Indra           | ES0118594417 |
| ITX    | Inditex         | ES0148396007 |
| LOG    | Logista         | ES0105027009 |
| MAP    | Mapfre          | ES0124244E34 |
| MEL    | Meliá           | ES0176252718 |
| MRL    | Merlin          | ES0105025003 |
| MTS    | ArcelorMittal   | LU1598757687 |
| NTGY   | Naturgy         | ES0116870314 |
| RED    | REE             | ES0173093024 |
| REP    | Repsol          | ES0173516115 |
| ROVI   | Rovi            | ES0157261019 |
| SAB    | Banco Sabadell  | ES0113860A34 |
| SAN    | Santander       | ES0113900J37 |
| SCYR   | Sacyr           | ES0182870214 |
| SLR    | Solaria         | ES0165386014 |
| TEF    | Telefónica      | ES0178430E18 |
| UNI    | Unicaja Banco   | ES0180907000 |